# Régie des rentes du Québec
Pour les articles homonymes, voir RRQ.
La Régie des rentes du Québec (RRQ) était un organisme du gouvernement québécois qui a contribué à la sécurité financière des Québécois. Son administration était confiée à un conseil d'administration formé de 15 membres nommés par le gouvernement. Elle gérait notamment le Régime de rentes du Québec (RRQ).
Le 1er janvier 2016, la Régie des rentes a fusionné avec la Commission administrative des régimes de retraite et d'assurances (CARRA) pour former Retraite Québec.

## Historique

### Mise en place (1965-1967)
La Régie des rentes du Québec est créée le 15 juillet 1965 lorsque le Régime de rentes du Québec est sanctionné, en prévision de l'entrée en vigueur du Régime de rentes du Québec le 1er janvier 1966 après 2 ans de pourparlers entre le gouvernement du Québec et le gouvernement du Canada. Au début 1963 le premier ministre libéral Jean Lesage institue un comité interministériel chargé d'étudier la question d'un régime de rentes particulier au Québec. En juin 1964 un comité consultatif dirigé par Claude Castonguay est institué et chargé d'élaborer le principe et la structure du régime des rentes du Québec.
Dès sa fondation, la Régie a également le mandat de faire appliquer la Loi sur les régimes supplémentaires de rentes. Sa première tâche consiste à faire l'inventaire des régimes privés existants et à procéder à leur enregistrement, après s'être assurée qu'ils respectent les exigences de la loi. Plus de 4 000 régimes sont enregistrés en 1966 et 1967.
Le régime des rentes entre en vigueur progressivement à partir de janvier 1967. Le 30 janvier 1967 le premier chèque de rente de retraite est remis à M. Rogers-H. Taschereau de Québec.

### Élargissement du mandat (1971-1996)
À partir du 1er avril 1971 la Régie est chargée d'appliquer la Loi sur les allocations familiales et le programme des allocations scolaires, son effectif augmente significativement à ce moment-là (passant de 302 
à 505 employés) par transfert d'une partie du personnel du ministère des Affaires sociales. En 1974, plus de 900 000 familles reçoivent des chèques de la Régie, pour une valeur totale excédant 90 millions de dollars. 
En juin 1971 la Régie conclut une entente d'échange de renseignements avec le ministère du Travail du Canada, à la suite de l'importante réforme de l'assurance-chômage qui entre en vigueur à ce moment-là.
En 1973 la gouvernance de la Régie est modifiée avec la création d'un conseil d'administration. 
En novembre 1976 la Régie est chargée d'administrer le programme de Contribution à l'impôt foncier scolaire. La contribution, prolongée en 1977, 1978 et 1979, visait à réduire le fardeau fiscal des personnes âgées au titre de l'impôt scolaire. Le programme était administré par la Régie jusqu'en 1981 pour le compte et sur le budget du ministère des Affaires sociales.
À partir de 1979 la Régie conclut des ententes de sécurité sociale avec des pays étrangers pour permettre à des personnes ayant travaillé dans un autre pays de recevoir, si elles y ont droit, une pension de retraite, d'invalidité ou de survivant de ce pays, conformément à la Loi sur le régime de rentes.
Au tournant des années 1980 la Régie bonifie ses services à la clientèle avec plusieurs initiatives :
- En mai 1982 la Régie est parmi les premiers organismes gouvernementaux au Canada à offrir la formule du dépôt direct pour le versement des prestations ;
- Deux ans plus tard la Régie crée une Division des renseignements pour améliorer l'accessibilité à ses services. Une équipe de préposés aux renseignements est formée pour répondre aux questions que les cotisants et les bénéficiaires leur posent au téléphone.

Au milieu des années 1990 le gouvernement du Québec confie à la Régie l'administration du futur régime d'assurance parentale et sa négociation avec le gouvernement du Canada.

### Changements de statut (1997-2001)
Lors de la séance du 8 avril 1997 le Conseil du trésor attribue à la Régie le statut d'une unité autonome de service (UAS) afin notamment d'améliorer la qualité de service et optimiser la performance financière de la Régie. Le personnel en poste conserve ses conditions de travail et demeurent dans la fonction publique.
Le statut de la Régie est à nouveau modifié en avril 2001 à la suite de son assujettissement aux dispositions de la Loi sur l'administration publique, la Régie devenant alors une agence gouvernementale. Cela se traduit par la publication d'une Déclaration de services aux citoyens, d'un Plan stratégique et par l'application d'une Convention de performance et d'imputabilité conclue entre le président-directeur général et le ministre responsable, convention à laquelle est jointe une Entente de gestion conclue entre le ministre et le Conseil du trésor. 
En septembre la Régie reçoit le Grand Prix québécois de la qualité dans la catégorie « Organisme public ». Ce prix reconnaît les efforts investis par la Régie depuis des années pour améliorer sa gestion et la qualité des services à la clientèle.

### Élargissement des services (2003-2007)
En novembre 2003 la Régie inaugure ses services en ligne et notamment un outil de simulation des revenus à la retraite (SimulRetraite) qui permet aux usagers de planifier financièrement leur retraite avec les données de leur dossier à la Régie.
Le 1er janvier 2005 la Régie débute l'administration du programme de Soutien aux enfants,. Cette mesure permet à tous les parents ayant un enfant à leur charge de moins de 18 ans de recevoir un paiement de soutien aux enfants outre la prestation offerte par le gouvernement canadienne. Cette prestation est administrée indépendamment de l'allocation canadienne pour enfants (ACE) du gouvernement fédéral (les autres provinces qui ont leur propre programme de soutien aux enfants dirigent leurs programmes avec le gouvernement fédéral) et les familles reçoivent les deux allocations séparément .
Deux ans plus tard le 1er janvier 2007 la gestion autonome de l'admissibilité (GAA) au Soutien aux enfants entre en vigueur. Ce qui permet aux parents de communiquer directement avec la Régie sans avoir à s'adresser à l'Agence du revenu du Canada. 

### Réformes des régimes de retraite (2008-2015)
- Juin 2008 : L'Assemblée nationale adopte, à l'unanimité, le projet de loi no 68 (Loi modifiant la Loi sur les régimes complémentaires de retraite, la Loi sur le régime de rentes du Québec et d'autres dispositions législatives). Le gouvernement du Québec se donne ainsi des mesures pour encourager les travailleurs et travailleuses âgés de 55 ans et plus qui le désirent à demeurer sur le marché du travail.
- Janvier 2009 : L'Assemblée nationale adopte le projet de loi no 1, qui modifie la Loi sur les régimes complémentaires de retraite. Il ouvre la porte à des mesures visant à atténuer les effets de la crise financière sur les régimes de retraite. Le gouvernement du Québec se donne ainsi un cadre législatif pour l'application de normes particulières pour les régimes de retraite à prestations déterminées en déficit de solvabilité.
- Janvier 2010 : La Régie propose un nouvel outil pour estimer les revenus à la retraite : SimulR. Cet outil simplifié de simulation des revenus à la retraite permet à l'utilisateur de s'assurer que sa planification financière lui permettra de maintenir son niveau de vie à la retraite.
- Novembre 2010 : La Régie met en ligne Mon dossier RRQ. Ce service permet au citoyen de consulter ou de mettre à jour son dossier à la Régie des rentes du Québec et de trouver à un seul endroit tous les services en ligne offerts.
- Décembre 2010 : L'Assemblée nationale adopte la Loi modifiant diverses dispositions en matière de régimes complémentaires de retraite concernant notamment les options d'acquittement en cas d'insolvabilité de l'employeur (projet de loi no 129) qui permet de sécuriser les rentes des retraités dont l'employeur est insolvable.
- Octobre 2011 : La Régie devient le premier organisme public québécois à faire partie du palmarès des 50 employeurs de choix au Canada selon la firme Aon Hewitt.
- Novembre 2011 : L'Assemblée nationale adopte de la Loi modifiant la Loi sur les régimes complémentaires de retraite en vue de prolonger certaines mesures d'atténuation des effets de la crise bancaire et financière de l'automne 2008 à l'égard de régimes de retraite visés par cette loi (projet de loi no 42). Cette loi prolonge jusqu'au 31 décembre 2013 deux mesures visant à sécuriser les rentes des retraités et de certains participants.
- 3 décembre 2013 : La Loi sur les régimes volontaires d'épargne-retraite est adoptée par l'Assemblée nationale, créant ainsi le Fonds RVER. Le Fonds RVER permet aux travailleurs, pour la plupart employés de PME ou travailleurs autonomes, de bénéficier d'avantages réservés aux régimes collectifs.
- 28 décembre 2013 : Annulation de la Convention de performance et d'imputabilité de la Régie des rentes du Québec par Agnès Maltais, ministre de l'Emploi et de la Solidarité sociale et ministre responsable de la Régie.

### Dissolution (2015)
Le 7 octobre 2015 l'Assemblée nationale du Québec adopte la loi visant à fusionner la Régie de rentes avec la Commission administrative des régimes de retraite et d'assurances (CARRA). La disparition de la Régie est effective le 1er janvier 2016 avec la création de Retraite Québec.

### Identité visuelle (logotype)
Lors de son changement de logo en 1996 la Régie n'utilise pas le programme d'identification visuelle du gouvernement du Québec et est dotée d'un logo distinctif. L'exclusion est abandonnée en 1999 quand le gouvernement du Québec change son image visuelle. De cette date jusqu'à son abolition la Régie est soumise au Décret sur l'identification visuelle du gouvernement du Québec et sa signature gouvernementale et son logo est identique aux autres entités gouvernementales québécoises.

Logo de la Régie de 1996 à 1999.
Logo de la Régie de juin 2001 à décembre 2015.

## Missions
La Régie des rentes du Québec contribuait à la sécurité financière des Québécois. Plus précisément, son rôle consistait à : 
- verser une rente de retraite ;
- indemniser en cas d'invalidité et lors d'un décès ;
- fournir une aide financière lorsqu'une personne assume la charge d'un enfant ;
- promouvoir l'autonomie financière à la retraite ;
- encadrer les régimes complémentaires de retraite et surveiller leur gestion ;
- encadrer les régimes volontaires d'épargne-retraite et surveiller leur gestion ;
- concourir à l'évolution du système de retraite.

La Régie était également en charge de délivrer un numéro d'assurance sociale aux personnes en faisant la demande.
La Régie agissait aussi à titre d'organisme de liaison dans le cadre des ententes internationales de sécurité sociale établies avec 32 pays pour le compte du Ministère de l'Immigration, de la Francisation et de l'Intégration.

### Application des lois
La Régie des rentes du Québec était chargé d'appliquer plusieurs lois :
- Loi sur le régime de rentes du Québec ;
- Loi sur les régimes complémentaires de retraite ;
- Loi sur les régimes volontaires d'épargne-retraite (sauf pour les dispositions relevant d'autres organismes).

Elle avait un double mandat en vertu de la Loi sur les régimes complémentaires de retraite :
- s'assurer que l'administration et le fonctionnement des régimes sont conformes à la loi ;
- promouvoir la planification financière de la retraite.

### Révision
Les décisions rendues par la Régie peuvent faire l'objet d'un réexamen sur demande du requérant ou bénéficiaire.
À sa création la Régie est dotée d'une Commission de révision qui peut être saisie en cas de contestation de la décision rendue par la Régie. La Commission de révision est abolie en 1974 lors de la création de la Commission des affaires sociales qui est dotée d'une division du régime des rentes chargée d'examiner les demandes d'appel des décisions de la Régie. 
Le Tribunal administratif du Québec est chargé entre le 1er avril 1998 et le 31 décembre 2015 d'entendre les appels des décisions de la Régie.

### Programmes
Voici la liste des programmes ayant été administrés par la Régie : 
| Régime de rentes du Québec (RRQ)                  | - La rente de retraite - Les prestations d'invalidité : - La rente d'invalidité - La rente d'enfant de cotisant invalide - Les prestations de survivants : - La rente de conjoint survivant - La prestation de décès - La rente d'orphelin - Le registre des cotisants - La promotion de l'autonomie financière à la retraite - Les renseignements sur le RRQ |
| Les ententes internationales de sécurité sociale  | - La demande de pension étrangère - Le certificat d'assujettissement |
| Les régimes complémentaires de retraite (RCR)     | - La surveillance des RCR - L'administration provisoire des régimes de rentes - L'administration des rentes des retraités - Les renseignements sur les RCR |
| Les régimes volontaires d'épargne-retraite (RVER) | - Enregistrement des RVER et de leurs modifications - La surveillance des RVER - Les renseignements sur le RVER |
| Le Soutien aux enfants (SAE)                      | - Le paiement de Soutien aux enfants - Le supplément pour enfant handicapé - Les renseignements sur le SAE |